# Havernas
Havernas (picardisch: Havèrno) ist eine nordfranzösische Gemeinde mit 375 Einwohnern (Stand 1. Januar 2022) im Département Somme in der Region Hauts-de-France. Die Gemeinde liegt im Arrondissement Amiens und gehört zum Kanton Flixecourt.

## Geographie
Die Gemeinde am Oberlauf der Nièvre liegt rund 8,5 Kilometer östlich von Domart-en-Ponthieu und 15 Kilometer nördlich von Amiens. Die stillgelegte Bahnstrecke von Amiens nach Doullens berührt im Westen das Gemeindegebiet.

## Geschichte
Im Schloss von Havernas der protestantischen Familie Saint-Delys wurden bis zum Widerruf des Edikts von Nantes protestantische Gottesdienste abgehalten.

## Einwohner
| 1962 | 1968 | 1975 | 1982 | 1990 | 1999 | 2006 | 2011 |
| ---- | ---- | ---- | ---- | ---- | ---- | ---- | ---- |
| 138  | 133  | 143  | 297  | 355  | 375  | 351  | 426  |

## Verwaltung
Bürgermeister (maire) ist seit 1989 Dominique Proyart.

## Sehenswürdigkeiten
- Kirche Saint-Georges aus dem 19. Jahrhundert
- Kalvarienberg aus dem 17. Jahrhundert, 1905 als Monument historique klassifiziert (Base Mérimée PA00116176)

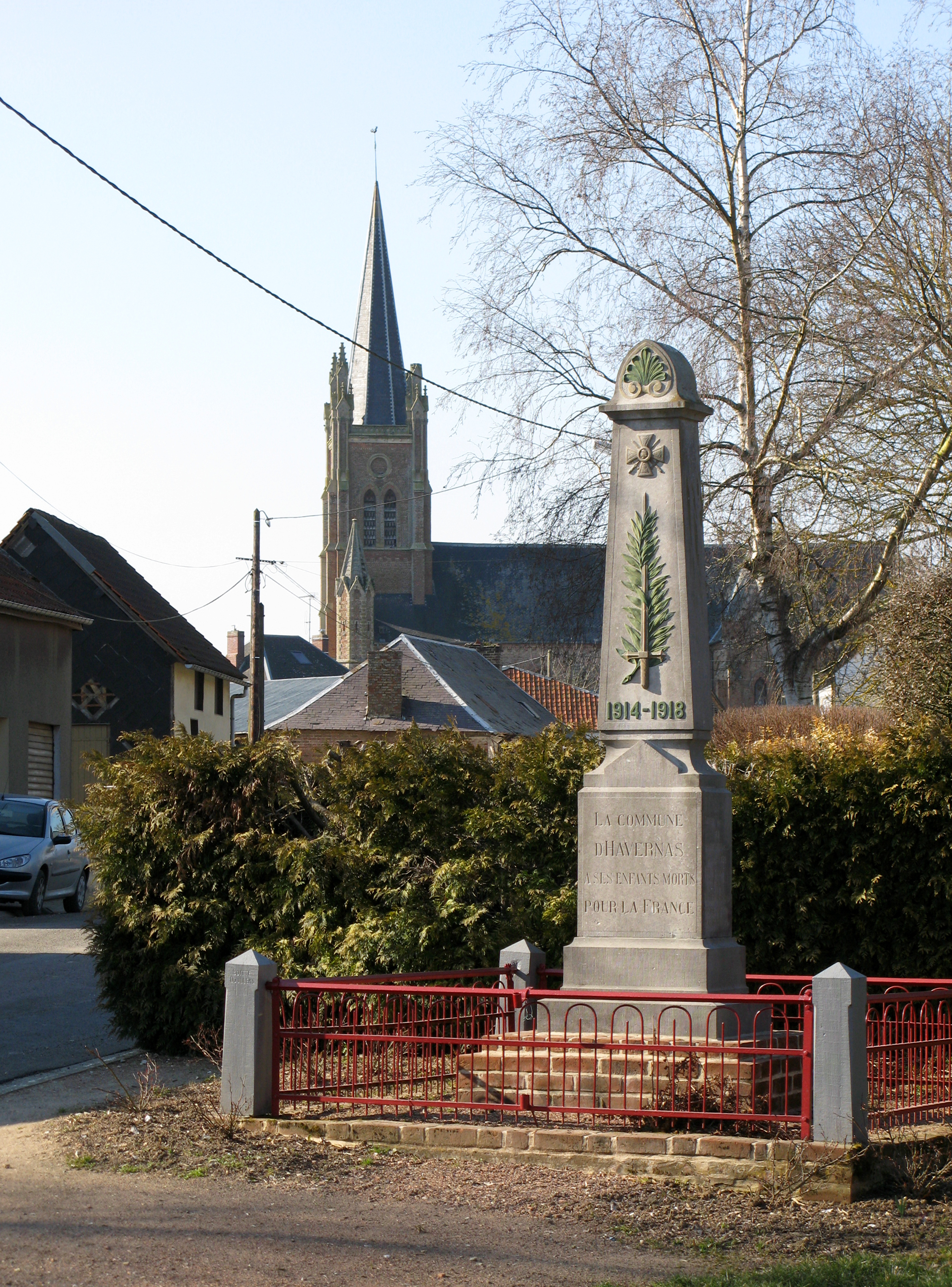
Kirche Saint-Georges und Kriegerdenkmal

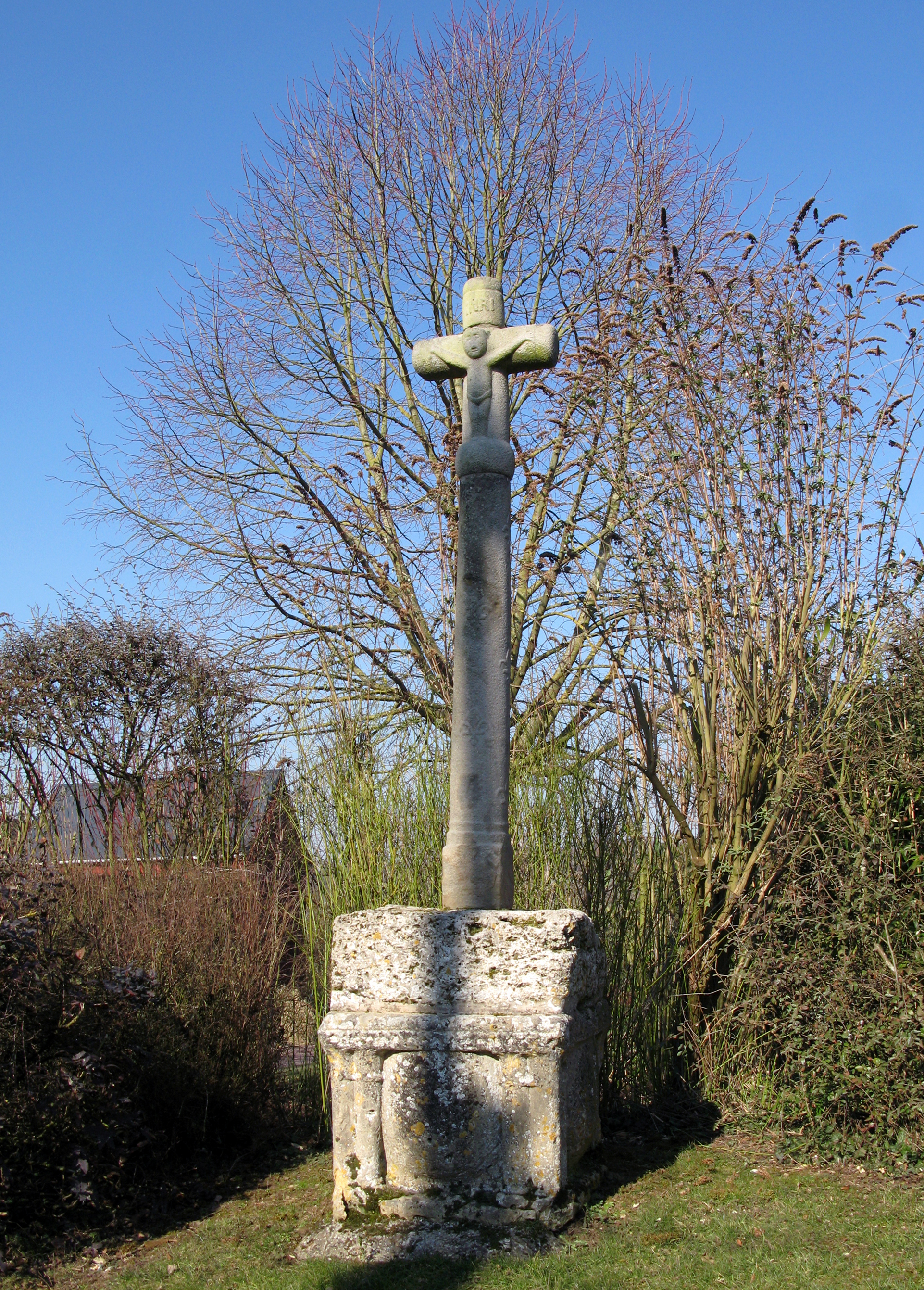
Kalvarienberg